# Mušovský luh
Mušovský luh este o arie protejată (arie specială de conservare — SAC, sit de importanță comunitară — SCI) din Republica Cehă întinsă pe o suprafață de 557,45 ha, integral pe uscat.

## Localizare
Centrul sitului Mušovský luh este situat la coordonatele 48°54′58″N 16°35′01″E / 48.916111°N 16.583611°E.

## Înființare
Situl Mušovský luh a fost declarat sit de importanță comunitară în aprilie 2005 pentru a proteja 4 specii de animale. Situl a fost protejat și ca arie specială de conservare în mai 2016.

## Biodiversitate
Situată în ecoregiunea panonică, aria protejată conține 3 habitate naturale: Lacuri eutrofice naturale cu vegetație de tip Magnopotamion sau Hydrocharition, Păduri mixte riverane de Quercus robur, Ulmus laevis și Ulmus minor, Fraxinus excelsior sau Fraxinus angustifolia, de-a lungul marilor râuri (Ulmenion minoris), Păduri aluvionare cu Alnus glutinosa și Fraxinus excelsior (Alno-Padion, Alnion incanae, Salicion albae).
La baza desemnării sitului se află mai multe specii protejate:
- mamifere (1): vidră de râu (Lutra lutra)
- nevertebrate (2): Cucujus cinnaberinus, rădașcă (Lucanus cervus)
- pești (1): porcușor de șes (Romanogobio vladykovi)